# 新豐里 (堡里)
新豐里，是台灣南部自明鄭時期至清治時期的一個行政區劃，其範圍約為今台南市的關廟區中部及龍崎區。
新豐里為1664年（南明永曆十八年）明鄭時期始設的四坊二十四里之一，其南邊為崇德里，西邊為永豐里、歸仁里，北邊為保大里、廣儲里、新化里，東邊為尚未納入管轄地區。
新豐里後來分拆為外新豐里、內新豐里。